# Stopping Time
Stopping Time es el álbum debut de la actriz y cantante estadounidense Isabela Moner. Publicado el 18 de septiembre de 2015 por Broadway Records.

## Lista de canciones
| Stopping Time |                              |          |  |
| N.º           | Título                       | Duración |  |
| 1.            | «Dream About Me»             | 2:42     |  |
| 2.            | «Count on Me»                | 3:07     |  |
| 3.            | «Wonderwall»                 | 3:11     |  |
| 4.            | «Every Girl»                 | 3:15     |  |
| 5.            | «Halo»                       | 2:51     |  |
| 6.            | «Mercy»                      | 3:06     |  |
| 7.            | «Angel»                      | 3:16     |  |
| 8.            | «Sing»                       | 3:02     |  |
| 9.            | «The Boy from Ipanema»       | 3:00     |  |
| 10.           | «Everything»                 | 3:22     |  |
| 11.           | «Bring the Future Faster»    | 2:32     |  |
| 12.           | «Don't Cry for Me Argentina» | 2:23     |  |